# آرکتیک ویلج (آلاسکا)
آرکتیک ویلج (به انگلیسی: Arctic Village) شهری در ناحیه سرشماری یوکان-کویوکوک، آلاسکا ایالت آلاسکا است که جمعیت آن در سرشماری سال ۲۰۰۰ میلادی ۱۵۲ نفر بوده‌است.